# Domination
Domination es el cuarto álbum de estudio de la banda de death metal, Morbid Angel, publicado en 1995. Este fue el último álbum de Morbid Angel publicado por la discografía Giant Records ya que después del lanzamiento, la empresa se declaró en bancarrota por lo que la banda volvió a firmar con Earache Records. Para este álbum, se produjo un video musical para la canción "Where the Slime Live". David Vincent dejó la banda poco después de la publicación de Domination y fue reemplazado por Steve Tucker.

## Lista de canciones
| N.º | Título                                                      | Música                         | Duración |  |
| 1.  | «Dominate»                                                  | Trey Azagthoth, David Vincent  | 2:39     |  |
| 2.  | «Where the Slime Live»                                      | Azagthoth, Vincent             | 5:26     |  |
| 3.  | «Eyes to See, Ears to Hear»                                 | Azagthoth, Erik Rutan, Vincent | 3:52     |  |
| 4.  | «Melting»                                                   | Rutan                          | 1:20     |  |
| 5.  | «Nothing But Fear»                                          | Rutan, Vincent                 | 4:31     |  |
| 6.  | «Dawn of the Angry»                                         | Azagthoth, Vincent             | 4:39     |  |
| 7.  | «This Means War»                                            | Rutan, Vincent                 | 3:12     |  |
| 8.  | «Caesar's Palace»                                           | Azagthoth, Vincent             | 6:20     |  |
| 9.  | «Dreaming»                                                  | Azagthoth                      | 2:17     |  |
| 10. | «Inquisition (Burn with Me)»                                | Azagthoth, Vincent             | 4:33     |  |
| 11. | «Hatework»                                                  | Rutan, Vincent                 | 5:47     |  |
| 12. | «Sworn to the Black» (Laibach remix) (Japanese bonus track) |                                | 4:16     |  |
| 13. | «God of Emptiness» (Laibach remix) (Japanese bonus track)   |                                | 5:37     |  |

## Créditos
- David Vincent – Bajo, voz
- Trey Azagthoth – Guitarras, teclados
- Erik Rutan – Guitarras, teclados
- Pete Sandoval – Batería